# Araespor darlingtoni
Araespor darlingtoni là một loài bọ cánh cứng trong họ Cerambycidae.